# Dieter Schuh
Dieter Schuh (né le 14 décembre 1942 à Delme) est un tibétologue, entrepreneur et homme politique allemand. 

## Carrière scientifique
Dieter Schuh est né à Delme, petit bourg de Moselle faisant alors partie du Gau Westmark pendant la Seconde Guerre mondiale. Il a obtenu son doctorat à l'Université de Bonn à Bonn en 1972 et son habilitation en 1976. En 1978, il devient professeur de tibétologie. 
En 1983, il publie le livre Tibet - Traum und Wirklichkeit et apparaît dans le documentaire 'Schneeland Tibet portant sur son voyage avec la ZDF au Tibet. 
Pour ses recherches, il a séjourné à plusieurs reprises au Tibet. 
Pour plusieurs publications, il a travaillé avec d’autres tibétologues, dont Luciano Petech, Christopher Beckwith et Peter Schwieger. 
Dieter Schuh est le fondateur et directeur de l'International Institute for Tibetan and Buddhist Studies GmbH,.
Il est professeur émérite depuis 2007. À l'occasion de son 65e anniversaire, a été publié le volume d'hommage Tibetstudien: Festschrift für Dieter Schuh zum 65. Geburtstag, comprenant la contribution de plusieurs autres tibétologues.

## Carrière commerciale
Outre sa carrière scientifique, Schuh a été entrepreneur. En 1983, lui et son fils Temba ont monté une société de négoce et de courtage en biens immobiliers. 
Pour son entreprise, il a séjourné à plusieurs reprises en Chine. 

## Carrière politique
Depuis 1994, il est conseiller municipal indépendant de la ville de Halle en Saxe-Anhalt.
Il a lancé le 1er mars 1996 le Magazine Neue Hallesche Tageblatt. 
Il vit en Suisse.